# Johann Bartholomäus von Busch

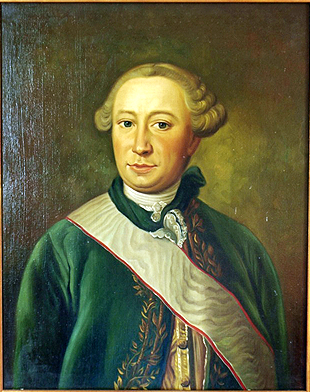
Johann Bartholomäus von Busch

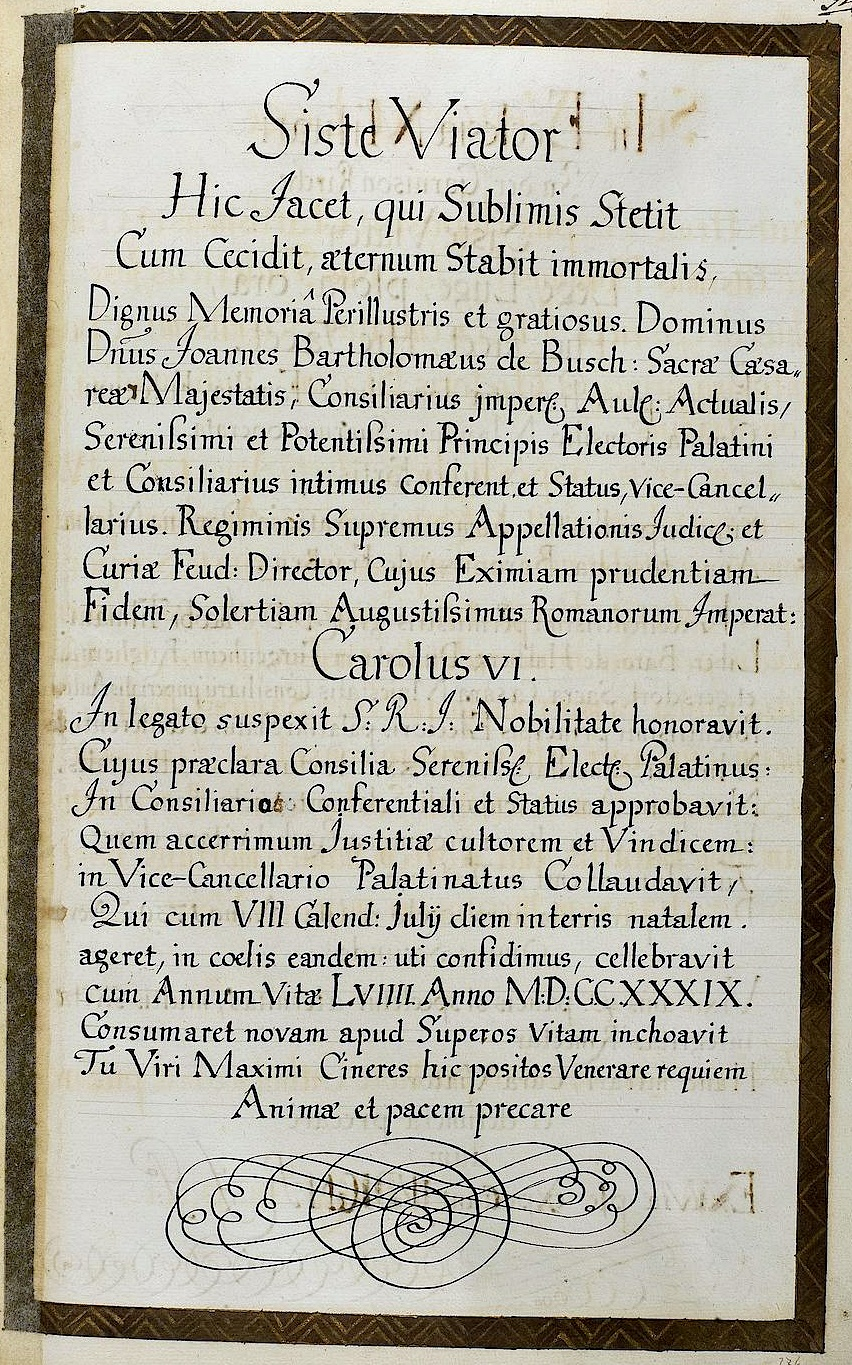
Epitaphinschrift aus dem Thesaurus Palatinus

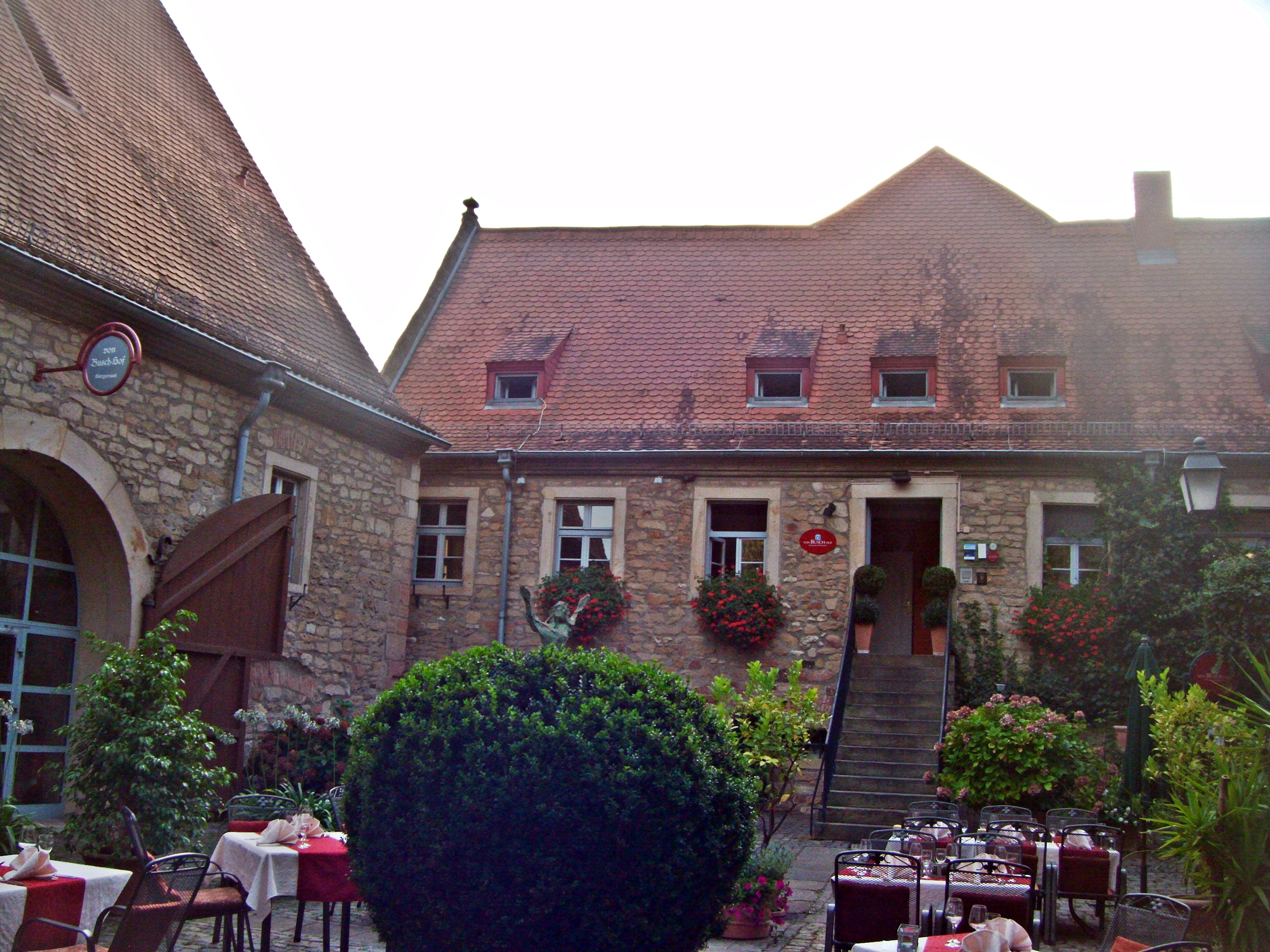
Freinsheim, von-Busch-Hof

Johann Bartholomäus Busch, ab 1731 von Busch, (* 1680 in Duderstadt; † 24. Juni 1739) war ein  kurpfälzischer Jurist, Hochschullehrer, Diplomat und Politiker.

## Leben und Wirken
Er wurde in Duderstadt als Sohn bürgerlicher Eltern geboren, besuchte das Jesuiten-Gymnasium in Heiligenstadt und studierte ab 1698 Jura an der Universität Würzburg. Dort legte er 1700 das philosophische Magisterexamen ab. Von 1705 an erscheint Busch an der Universität Erfurt, wo er den Doktor beider Rechte erwarb.
1709 empfahl ihn der Wormser Bischof Franz Ludwig von Pfalz-Neuburg seinem Bruder, dem Pfälzer Kurfürsten Johann Wilhelm.  Dieser berief Busch 1710 als Professor für Römisches Recht an die Universität Heidelberg, 1712 wählte man ihn hier zum Rektor.
Gleichzeitig übernahm ihn der Herrscher in seinen Regierungsdienst; 1712 als Revisionsrat, 1714 als Oberappellationsgerichtsrat. Kurfürst Karl III. Philipp ernannte Johann Bartholomäus Busch 1721 zum wirklichen Regierungsrat, wonach er seine Professur niederlegte. 1724 wurde er Geheimrat und übersiedelte mit der Regierung von Heidelberg nach Mannheim. 1728 ging er als kurpfälzischer Geschäftsträger an den Kaiserhof nach Wien. Kaiser Karl VI. ernannte ihn dort zum wirklichen Reichshofrat. 1731 kehrte Busch als Nachfolger des verstorbenen kurpfälzischen Vizekanzlers Alois von Metzger nach Mannheim zurück.
Im gleichen Jahr erhob ihn der Kurfürst samt seinen Nachkommen in den Adelsstand. Als Vizekanzler und Oberappellationsgerichtsdirektor war Busch der Chefjurist der Regierung. 1738 beantragte er die Mitgliedschaft in der Oberrheinischen Reichsritterschaft, nachdem er im Vorjahr das Eltzische Rittergut in Freinsheim erworben hatte, den heutigen „von-Busch-Hof“. Obwohl schon vom Kurfürsten nobilitiert, ersuchte Busch den Kaiser auch um Aufnahme in den Reichsadelsstand, die im März 1739 erfolgte.
Am 24. Juni 1739 starb Johann Bartholomäus von Busch völlig überraschend an einem Schlaganfall und man setzte ihn in der Mannheimer Pfarrkirche St. Sebastian bei. Dort erhielt er auch ein Epitaph, das jedoch im  Zweiten Weltkrieg zerstört wurde. Im Thesaurus Palatinus des Landeshistorikers Johann Franz Capellini von Wickenburg († 1752) ist die Inschrift überliefert.

## Familie und Nachkommen
Johann Bartholomäus von Busch war verheiratet mit Anna Clara geb. Serarius. Sie starb 1748 und ist ebenfalls in der Mannheimer St. Sebastianskirche bestattet. Die Witwe stiftete 1740 den Freinsheimer Katholiken einen zu ihrem Gut gehörigen Bauplatz für die Erbauung von Kirche und Pfarrhaus. Es ist der Platz, auf dem heute in Freinsheim das sogenannte alte Pfarrhaus und die katholische Kirche stehen.
Nachkommen waren die beiden unverehelichten Söhne Gottfried und Alois von Busch, sowie die drei Töchter Katharina, Agnes Margaretha und Regina.
Gottfried von Busch (1713–1779) folgte seinem Vater in den Ämtern eines Regierungs- und Oberappellationsgerichtsrats nach. Ab 1764 bekleidete er das Amt des kurpfälzischen Vizekanzlers kommissarisch, seit 1775 auch tatsächlich.
Alois von Busch  (1726–1796), ebenfalls ein Jurist, amtierte zunächst als Hofgerichtsrat und erhielt 1754 auf Vermittlung seines Bruders die Stelle des Oberamtmannes in Ladenburg, die er bis an sein Lebensende innehatte.
Das Ensemble „von-Busch-Hof“ beherbergt heute einen Konzertsaal sowie ein bekanntes Restaurant in Freinsheim.